# Contea di Jiashan
La contea di Jiashan (嘉善县S) è una contea della Cina, situata nella provincia dello Zhejiang.